# Borota
Borota es un pueblo ubicado en el distrito de Jánoshalma, en el condado de Bács-Kiskun, Hungría.

## Superficie
Posee una superficie de 81,80 kilómetros cuadrados.

## Demografía
Hasta 2019 la población era de 1271 habitantes, con una densidad de población de 15,54 habitantes por kilómetro cuadrado.